# Trimorus puncticollis
Trimorus puncticollis är en stekelart som först beskrevs av Thomson 1859.  Trimorus puncticollis ingår i släktet Trimorus, och familjen gallmyggesteklar. Arten är reproducerande i Sverige.